# Suite Pretty Cure
Suite Pretty Cure♪ (jap. スイート プリキュア♪ Suīto PuriKyua♪) – japońskie anime z gatunku mahō-shōjo, ósme z serii Pretty Cure, której autorem jest Izumi Todo. Seria Suite Pretty Cure♪ emitowana była od 6 lutego 2011 do 29 stycznia 2012 roku. Głównym motywem serii jest muzyka. Powstał także film Suite PreCure♪ The Movie: Take it back! The Miraculous Melody that Connects Hearts (jap. 映画 スイートプリキュア♪ とりもどせ! 心がつなぐ奇跡のメロディ♪ Eiga Suīto PuriKyua♪: Torimodose! Kokoro ga Tsunagu Kiseki no Merodi!), którego premiera odbyła się 29 października 2011 roku.

## Opis fabuły
Hibiki i Kanade to dwie dziewczyny, które dorastały razem w mieście Kanon. Bardzo różnią się od siebie jednak łączy je miłość do muzyki. Mimo że wciąż się kłócą, wciąż pozostają najelpszymi przyjaciółkami. Pewnego dnia spotykają kotkę Hummy, która została wysłana na Ziemię z Major Landu by zebrać rozrzucone nuty Melodii Szczęścia. Hibiki i Kanade stają się Cure Melody i Cure Rhythm aby wspólnie zebrać nuty i nie dopuścić, aby dostały się w ręce wysłanników Mephista z Minor Landu. Aby nie pozwolić im ułożyć Melodii Rozpaczy, Hibiki i Kanade muszą działać w pełnej harmonii.

## Postacie

### Pretty Cure
Hibiki Hōjō (jap. 北条 響 Hōjō Hibiki) / Cure Melody (jap. キュア•メロディ Kyua Merodī)
Seiyū: Ami Koshimizu 
Hibiki ma 14 lat i chodzi do klasy 2A gimnazjum Private Aria Academy. Ma wesołą osobowość, wyróżnia się w sporcie i udziela się we wszystkich klubach sportowych, ale nie jest bardzo dobra w nauce. Chociaż jej rodzice są znani w przemyśle muzycznym, Hibiki sądzi, że nie ma talentu muzycznego, chociaż posiada słuch absolutny. Jako dziecko grała na fortepianie, ale przestała, kiedy poczuła, że zawiodła ojca po spektaklu. Uwielbia jeść słodkie rzeczy, szczególnie ciastka z rodzinnego sklepu Kanade. Kiedy wraz z Kanade zostały zaatakowane przez Siren, obudził się w nich potencjał na wojowniczki Pretty Cure. Cure Melody przedstawia się jako Grając dziką melodię, Cure Melody! (jap. 爪弾くは荒ぶる調べ、キュア•メロディ！ Tsumabiku wa araburu shirabe, Kyua Merodi!; Strumming the wild tune, Cure Melody!). Strój Cure Melody jest różowy, a jej Fairy Tone jest Dory.
W filmach i w anime jej transformacja zyskuje Crescendo Mode dzięki Crescendo Tone, dzięki czemu może przekształcić się w Crescendo Cure Melody. Przedstawia się wtedy jako Grając melodię serca, Crescendo Cure Melody! (jap. 爪弾くはこころのしらべ,クレッシェンド•キュア•メロディ！ Tsumabiku wa kokoro no shirabe, Kuresshendo Kyua Merodi!; Strumming the tune of heart, Crescendo Cure Melody!)
Kanade Minamino (jap. 南野 奏 Minamino Kanade) / Cure Rhythm (jap. キュア•リズム Kyua Rizumu)
Seiyū: Fumiko Orikasa 
Kanade ma 14 lat i chodzi do tej samej klasy co Hibiki. Jest też jej przyjaciółką z dzieciństwa. Kanade jest doskonałą uczennicą, ale nie jest zbyt dobra w sportach, tak jak Hibiki. Jej doskonałe stopnie i osobowość sprawiają, że jest sławna w swojej szkole. Kanade zachowuje się bardzo dojrzale, ale czasami jest naprawdę bardzo uparta. Należy do szkolnego Klubu Słodyczy. Marzy o byciu cukiernikiem gdy dorośnie i o przejęciu sklepu rodziców Lucky Spoon. Jest zakochana w szkolnym "księciu muzyki" Ōjim. Bardzo lubi koty, zwłaszcza Hummy. Gdy wraz z Hibiki została zaatakowana przez Siren, obudził się w niej potencjał na wojowniczkę Pretty Cure. Cure Rythm przedstawia się jako Grając wdzięczną melodię, Cure Rythm! (jap. 爪弾くはたおやかな調べ、キュア•リズム！ Tsumabiku wa taoyakana shirabe, Kyua Rizumu!; Playing the graceful tune, Cure Rhythm!). Strój Cure Rythm jest biały z jasnoróżowymi dodatkami, a jej Fairy Tone jest Rery.
Seiren (jap. セイレーン Seirēn) / Ellen Kurokawa (jap. 黒川 エレン Kurokawa Eren) / Cure Beat (jap. キュア•ビート Kyua Bīto)
Seiyū: Megumi Toyoguchi 
Seiren jest kotką i asystentką Mephisto. Chociaż urodziła się w Major Land i przyjaźniła się z Hummy, stała się zazdrosna, kiedy jej tytuł corocznego śpiewaka "melodii szczęścia" otrzymała Hummy. Jako Seiren ma potężne moce i może tworzyć Negatony używając swoich ciemnych mocy. Może także korzystać z mocy naszyjnika, aby przybrać formę jakiejkolwiek osoby, którą sobie zażyczy. W swojej normalnej ludzkiej postaci, jako Ellen, jest silną wojowniczką i może wykorzystać nutki jako pociski.
W 21 odcinku obudził się jej potencjał na jedną z Pretty Cure, gdy chciała chronić Hummy, kiedy zostaje porwana przez Minor Trio. Rozbicie jej naszyjnika spowodowało zatrzymanie jej w ludzkiej postaci i utratę mocy transformacji. Cure Beat przedstawia się jako Grając melodię duszy, Cure Beat! (jap. 爪弾くは魂の調べ！キュア•ビート！ Tsumabiku wa tamashii no shirabe, Kyua Bīto!; Playing the spirit's tune, Cure Beat!). Strój Cure Beat jest niebieski, a jej Fairy Tone jest Lary.
Ako Shirabe (jap. 調辺 アコ Shirabe Ako) / Cure Muse (jap. キュア•ミューズ Kyua Myūzu)
Seiyū: Rumi Ōkubo 
Ako jest dziewięcioletnią uczennicą szkoły Public Kanon Elementary, do której chodzi również młodszy brat Kanade, Sōta. Ako jest bardzo dojrzała jak na swój wiek, zachowuje się chłodno wobec innych, szczególnie wobec Hibiki i Kanade. Pierwotnie pojawiała się jako tajemnicza zamaskowana wojowniczka Cure Muse, pomagając im kilkukrotnie w walce. Często mówiła, że nie przyłączy się do Pretty Cures dopóki nie nadejdzie właściwy czas.
W 35 odcinku ujawniła, że jest księżniczką Major Land – córką Afrodyty i Mephisto. Po tym jak jej ojciec zaginął uciekła do miasta Kanon i zamieszkała z dziadkiem Otokichim. Kiedy Mephisto ukradł Legendary Score, potencjał Ako jako wojowniczki Pretty Cure przebudził się. Cure Muse przedstawia się jako Grając boską melodię, Cure Muse! (jap. 爪弾くは女神の調べ！キュアミューズ！ Tsumabiku wa megami no shirabe, Kyua Myūzu!; Playing the Goddess' tune, Cure Muse!). Strój Cure Muse jest żółty, a jej Fairy Tone jest Dodory.

### Major Land
Hummy (jap. ハミィ Hamii)
Seiyū: Kotono Mitsuishi 
kotka, która pomaga dziewczętom odnaleźć zaginione nuty do Melodii Szczęścia. Kończy zdania wyrażeniem "-nya", co po japońsku oznacza miau – dźwięk wydawany przez koty.
Fairy Tones (jap. フェアリートーン Fearī Tōn)
Seiyū: Mayu Kudou 
To dziewięć wróżek dźwięków, które zostały wysłane przez Aphrodite razem z Hummy. Pomagają Pretty Cure w przemianach i atakach. Potrafią dodawać mocy i wywoływać przeróżne dźwięki.
- Dory (jap. ドリー Dorī)
- Rery (jap. レリー Rerī)
- Miry (jap. ミリー Mirī)
- Fary (jap. ファリー Farī)
- Sory (jap. ソリー Sorī)
- Lary (jap. ラリー Rarī)
- Shirī (jap.  シリー)
- Dodory (jap. ドドリー Dodorī)

Crescendo Tone (jap. クレッシェンドトーン Kuresshendo Tōn)
Seiyū: Kumiko Nishihara 
najsilniejsza Fairy Tone mieszkająca w Healing Chest, która stworzyła pozostałe Fairy Tone. Dzięki niej Pretty Cure mogą zmienić się w Crescendo Pretty Cure.
Aphrodite (jap. アフロディテ Afurodite)
Seiyū: Noriko Hidaka 
królowa Major Landu. Przewodzi uroczystości odśpiewania Melodii Szczęścia. Podczas próby przejęcia nut przez swojego męża Mephisto, wysyła je na Ziemię. Jest również matką Ako i córką pana Otokichi.

### Minor Land
Mephisto (jap. メフィスト Mefisuto)
Seiyū: Kenyu Horiuchi 
król Minor Landu. Usiłuje ułożyć Melodię Smutku i przewodzi Siren i Trio the Minor. W rzeczywistości został zahipnotyzowany przez Noise. Zostaje uratowany przez Cure Muse i wraca do Major Landu.
Trio the Minor (jap. トリオ・ザ・マイナー Torio Za Mainā)
Lojalni pomocnicy Mephista.
Falsetto (jap. ファルセット Farusetto)
Seiyū: Tooru Nara 
jest jednym z członków. Śpiewa wysokim tenorem. Wydaje się najbardziej niewinny i delikatny ze wszystkich jednak gdy Mephisto, Baryton i Bassdrum przechodzą z powrotem na stronę dobra, on okazuje się najgroźniejszym zwolennikiem Noise.
Bassdrum (jap. バスドラ Basudora)
Seiyū: Atsushi Ono 
jest jednym z członków. Podczas śpiewu ma głęboki, basowy głos. Jest największy i posiada brudno-zieloną brodę.
Baritone (jap. バリトン Bariton)
Seiyū: Youhei Ōbayoshi 
jest jednym z członków. Najinteligentniejszy z trójki. Jest szczupły, wysoki i ma niebieskie włosy.
Negatones (jap. ネガトーン Negatōn)
Potwory tworzone z przedmiotu, na którym aktualnie znajduje się nutka. Potrafią tworzyć ogłuszające dźwięki sprawiające, że wszyscy ludzie w jego otoczeniu popadają w rozpacz.
Noise (jap. ノイズ Noizu)
Prawdziwy złoczyńca z tej serii. Początkowo pojawia się jako Pii-chan, później przybiera formę ogromnego ptaka oraz humanoida.

## Moce Pretty Cure
Kwestie Cure Melody, Cure Rhythm, Cure Beat, Cure Muse

### Transformacje
Let's Play! Pretty Cure Modulation! Strumming the wild tune, Cure Melody! Playing the graceful tune, Cure Rhythm! Strumming the soul's beat, Cure Beat! Playing the Goddess' tune, Cure Muse! Reach Out! Our quartet musical suite! Suite Pretty Cure♪ (jap. レッツプレイ！プリキュアモジュレーション！爪弾くは荒ぶる調べ、キュアメロディ！爪弾くはたおやかな調べ！キュアリズム！爪弾くは魂の調べ！キュアビート！爪弾くは女神の調べ、キュアミューズ！ 届け！四人の組曲！スイートプリキュア♪)

### Ataki
Cure Melody: Cure Rhythm:
- Pretty Cure Passionato Harmony! (jap. プリキュア・パッショナートハーモニー！)
- Let's play! Miraculous melody! Miracle Belltier! Come here, Miry! Mimi! Fly forth, Tone Ring! Pretty Cure Music Rondo! 3/4 beat! 1...2...3! Finale! (jap. 奏でましょう、奇跡のメロディ！ ミラクルベルティエ！おいで、ミリー！ミミー！翔けめぐれ、トーンのリング！プリキュア・ミュージックロンド！三拍子！ 1･2･3！フィナーレ！)

Cure Rhythm:
- Let's engrave! Great rhythm! Fantastic Belltier! Come here, Fary! Fafa! Fly forth, Tone Ring! Pretty Cure Music Rondo! 3/4 beat! 1...2...3! Finale! (jap. 刻みましょう、大いなるリズム！ファンタスティックベルティエ! おいで、ファリー! ファファー! 翔けめぐれ、トーンのリング！プリキュア・ミュージックロンド！ 三拍子！ 1･2･3！フィナーレ！)

Cure Beat:
- Line up! Soul of love! Love Guitar Rod! Come here, Sory! Soso! Change! Soul Rod! Fly forth, Tone Ring! Pretty Cure Heartful Beat Rock! 3/4 beat! 1... 2... 3! Finale

Cure Muse:
- Come here, Shiry! Sisi! The Si note's shining melody! Pretty Cure Shining Circle!
- Come here, Shiry! Shishi! The Shi note's shining melody! Pretty Cure Sparkling Shower! 3/4 beat! 1...2...3! Finale!

Połączone
- Two tones into one power! Let's play, miraculous melody! Miracle Belltier Crossrod! Let's engrave, great rhythm! Fantastic Belltier Crossrod! Fly forth, Tone Ring! Pretty Cure Music Rondo Super Quartet! Ready, set! Finale! (jap. 二つのトーン を一つの力に！奏でましょう、奇跡のメロディ！ ミラクルベルティエ! クロス・ロッド！刻みましょう、大いなるリズム！ファンタスティックベルティエ! クロス・ロッド！駆け巡れ、トーンのリング！プリキュア・ミュージックロンド・スーパーカルテット！せーの、フィナーレ！)
- Come here, Dory! Dodo! Miracle Belltier, Separation! The overflowing melody's miracle session! Pretty Cure Miracle Heart Arpeggio! Come, Rery! Rere! Fantastic Belltier, Separation! The bursting rhythm's fantastic session! Pretty Cure Fantastic Piacere! 3/4 time! One...two...three! Finale!
- Come out, the source of all sounds! Let's deliver The Symphony of Hope! Pretty Cure Suite Session Ensemble! Finale!

## Przedmioty
- Cure Module (jap. キュアモジューレ Kyua Mojūre) – przedmiot służący do przemiany w Pretty Cure za pomocą Fairy Tones. Ponadto może grać muzykę, ale tylko za pomocą jednego z czterech Fairy Tones (choć jest ich osiem). Cure Muse może nim wykonać ataki Pretty Cure Shining Circle i Pretty Cure Sparkling Shower.
- Legendary Score (jap. 伝説の楽譜 Densetsu no gakufu) – tajemnicza książka, która zawiera czarodziejskie nuty, oryginalnie tworzące Melodię Szczęścia.
- Fairy Tone (jap. フェアリートーン Fearī Tōn) – są to podobne do klejnotów stworzenia, które dają moc dla wojowniczek Pretty Cure. Zwiększają możliwości broni. Są to:
  - Dory (jap. ドリー Dorī) – jest różowy, umożliwia transformację Hibiki w Cure Melody. Wraz z Miry pozwala jej na wykonanie ataku Miracle Heart Arpeggio. Symbolizuje Melodię Marzenia (jap. ドリームメロディ Dorīmu Merodi; Dream Melody).
  - Rery (jap. レリー Rerī) – jest biały, umożliwia transformację Kanade w Cure Rythm. Wraz z Fary pozwala jej na wykonanie ataku Fantastic Piachere. Symbolizuje Melodię Legendy (jap. レジェンドメロディ Rejendo Merodi; Legend Melody).
  - Miry (jap. ミリー Mirī) – jest pomarańczowy, daje Cure Melody Miracle Belltier. Pozwala jej na wykonanie ataku Music Rondo i Fantastic Piachere wraz z Rery. Symbolizuje Melodię Cudu (jap. ミラクルメロディ Mirakuru Merodi; Miracle Melody).
  - Fary (jap. ファリー Farī) – jest żółty, daje Cure Rhythm Fantastic Belltier. Pozwala jej na wykonanie ataku Music Rondo i Miracle Heart Arpeggio wraz z Dory. Symbolizuje Fantastyczną Melodię (jap. ファンタスティックメロディ Fantasutikku Merodi; Fantastic Melody).
  - Sory (jap. ソリー) – jest zielony, daje Cure Beat Love Guitar Rod. Pozwala jej na wykonanie ataku Heartful Beat Rock. Symbolizuje Uduchowioną Melodię (jap. ソウルフルメロディ Sourufuru Merodi; Soulful Melody).
  - Lary (jap. ラリー Rarī) – jest jasnoniebieski, umożliwia transformację Ellen w Cure Beat. Pozwala jej na wykonanie ataków Beat Barrier i Beat Sonic. Symbolizuje Uroczą Melodię (jap. ラブリーメロディ Raburī Merodi; Lovely Melody).
  - Siry (jap. シリー Shirī) – jest ciemnoniebieski, daje Cure Beat Love Guitar Rod. Pozwala Cure Muse na wykonanie ataków Shining Circle i Sparkling Shower. Symbolizuje Lśniącą Melodię (jap. シャイニングメロディ Shainingu Merodi; Shining Melody).
  - Dodory (jap. ドドリー Dodorī) – jest fioletowy, umożliwia transformację Ako w Cure Muse. Symbolizuje Melodię Doskonałego Marzenia (jap. ドリームエクセレントメロディ Dorīmu Ekuserento Merodi; Dream Excellent Melody).
  - Crescendo Tone (jap. クレッシェンドトーン Kuresshendo Tōn) – "Wróżka Dźwięku", która tworzy wszystkie dźwięki w tym świecie. Inne Fairy Tone również zostały przez nią stworzone.
- Miracle Belltier (jap. ミラクルベルティエ Mirakuru Berutie) – przedmiot Cure Melody pozwalający jej na wykonanie ataków. W odcinku 12 Cure Muse nauczyła Cure Melody, jak stworzyć z niego Miracle Belltier Separation (jap. ミラクルベルティエ・セパレーション Mirakuru Berutie Separēshon). Dzięki temu Cure Melody może wykonać atak Pretty Cure Miracle Heart Arpeggio. Gdy Cure Melody i Cure Rhythm zamieniają dwie części swoich Belltierów tworzą w ten sposób Miracle Belltier Crossrod (jap. ミラクルベルティエ・クロスロッド Mirakuru Berutie Kurosuroddo) oraz Fantastic Belltier Crossrod (jap. ファンタスティックベルティエ・クロスロッド Fantasuttiku Berutie Kurosuroddo), dzięki którym wykonują atak Pretty Cure Music Rondo Super Quartet.
- Fantastic Belltier (jap. ファンタスティックベルティエ Fantasuttiku Berutie) – przedmiot Cure Rhythm pozwalający jej na wykonanie ataków. Kształtem przypomina dwie harfy. W 12 odcinku Cure Muse uczy Cure Melody, jak stworzyć z niego Fantastic Belltier Separation (jap. ファンタスティックベルティエ・セパレーション Fantasuttiku Berutie Separēshon). Dzięki temu Cure Rythm może wykonać atak Pretty Cure Fantastic Piachere.
- Love Guitar Rod (jap. ラブギターロッド Rabu Gitaa Roddo) – przedmiot Cure Beat pozwalający jej na wykonanie ataków.
  - Soul Rod (jap. ソウルロッド Sōru Roddo) – przedmiot Cure Beat. Powstaje z Love Guitar Rod dzięki Sory, dzięki temu Cure Beat może wykonać atak Pretty Cure Heartful Beat Rock.
- Healing Chest (jap. ヒーリングチェスト Hīringu Chesuto) – pudełko podobne do pozytywki. Służy do przechowywania Crescendo Fairy Tone. W 31 odcinku zostało użyte do wykonania ataku Suite Session Ensemble.

## Lokacje
- Major Land (jap. メイジャーランド Meijā Rando) – miejsce zamieszkania królowej Aphrodite, Hummy, Fairy Tones i Crescendo Tone.
- Minor Land (jap. マイナーランド Mainā Rando) – miejsce zamieszkania Króla Mephisto i jego pomagierów.
- Kanon Town (jap. 加音町 Kanon chō) – Miasto, w którym mieszkają główne bohaterki.
- Private Aria Academy (jap. 私立アリア学園中学校 Shiritsu Aria Gakuen Chūgakkō) – Szkoła, do której uczęszczają Hibiki, Kanade, a później też Ellen.
  - Musical Princes (jap. 音楽王子隊 Ongaku ōji-tai) – Muzyczny kwintet złożony z pięciu uczniów z Aria Academy. Są znani nie tylko w szkole, ale również w mieście Kanon Town. Liderem grupy jest Ōji, ma najwięcej fanek. Członkami zespołu są Ōji Masamune (jap. 王子 正宗 Masamune Ōji), Hakushaku (jap. 博尺), Baron (jap. 马论), Naito (jap. 无戸) oraz Kishi (jap. 贵志). Dyrygentem kwintetu jest ojciec Hibiki, Dan.
- Public Kanon Elementary School (jap. 市立加音小学校 Shiritsu Kanon Shōgakkō) – Szkoła, do której uczęszcza Ako.
- Wieża Zegarowa (jap. 時計塔 Tokei-tō)
- Lucky Spoon (jap. ケーキ店ラッキースプーン Kēki-ten Rakkī Supūn) – Cukiernia prowadzona przez rodziców Kanade.

## Muzyka
Opening
- "La♪La♪La♪ Suite PreCure" (jap. ラ♪ラ♪ラ♪スイートプリキュア♪) (odc. 1-23), Mayu Kudō
- "La♪La♪La♪Suite PreCure♪ ~∞UNLIMITED∞ ver~" (jap. ラ♪ラ♪ラ♪スイートプリキュア♪~∞UNLIMITED∞ ver~) (odc. 24-48), Mayu Kudō

Ending
- "Wonderful↑ Powerful↑ Music!! (jap. ワンダフル↑パワフル↑ミュージック！！) (odc. 1-23), Aya Ikeda
- "#Kibou Rainbow#" (jap. #キボウレインボウ#) (odc. 24-48), Aya Ikeda